# La Nouvelle-Amsterdam
« Nouvelle-Amsterdam » redirige ici. Pour les autres significations, voir Nouvelle-Amsterdam (homonymie).

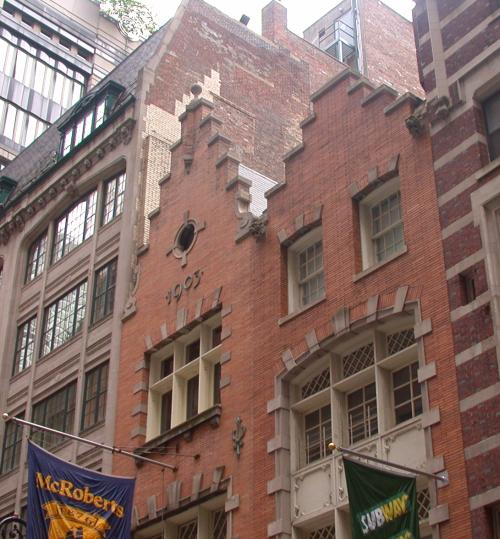
Maisons de style néerlandais, bâties au début du XXe siècle sur William Street au bas de Manhattan, rappelant les origines néerlandaises de la ville. De la colonie du XVIIe siècle, il ne reste que des vestiges archéologiques à la suite du Grand Incendie de New York de 1776 et de celui de 1835,.

La Nouvelle-Amsterdam (en anglais : New Amsterdam, /njuː ˌæmstəˈdæm/ ; en néerlandais : Nieuw-Amsterdam, /niʋɑmstərˈdɑm/) était un établissement néerlandais implanté au XVIIe siècle sur l’île de Manhattan par la Compagnie néerlandaise des Indes occidentales.
Véritable tête de pont et capitale administrative de la colonie de la Nouvelle-Néerlande, elle est rebaptisée New York par les Anglais lors de son acquisition en 1664 ou brièvement La Nouvelle-Orange (en néerlandais : Nieuw-Oranje) de 1673 à 1674. La colonie ne devient définitivement anglaise qu'en 1674 avec le traité de Westminster.

## Histoire

### Premières implantations
Giovanni da Verrazano est le premier Européen à découvrir le site de la future Nouvelle-Amsterdam (aujourd'hui New York), en 1524. Ce navigateur florentin était armé par le roi de France François Ier, de la maison Valois-Angoulême (né à Cognac, François Ier est fils du comte d'Angoulême). Capitaine du vaisseau La Dauphine de la Royale française, Verrazano donne le nom de « La Nouvelle-Angoulême » à la baie formée à l'embouchure du fleuve que Verrazano baptise « Vendôme », et qui deviendra plus tard le fleuve Hudson.
À la recherche d'un passage maritime vers l’Asie par le Nord-Ouest au service des Néerlandais, l’explorateur anglais Henry Hudson visite la future baie de New York en 1609 et remonte l'Hudson, qui portait, et ce jusqu'au milieu du XVIIe siècle le nom néerlandais de Noort Rivier (« fleuve du Nord »). À son retour, il indique aux financeurs de son expédition le fort potentiel du site, notamment en matière de castors dont la peau constituait une marchandise très prisée, notamment pour fabriquer des chapeaux imperméables et les convainc d'y installer une colonie,. En 1614, l'explorateur Adriaen Block reste sur place plus d’un an.

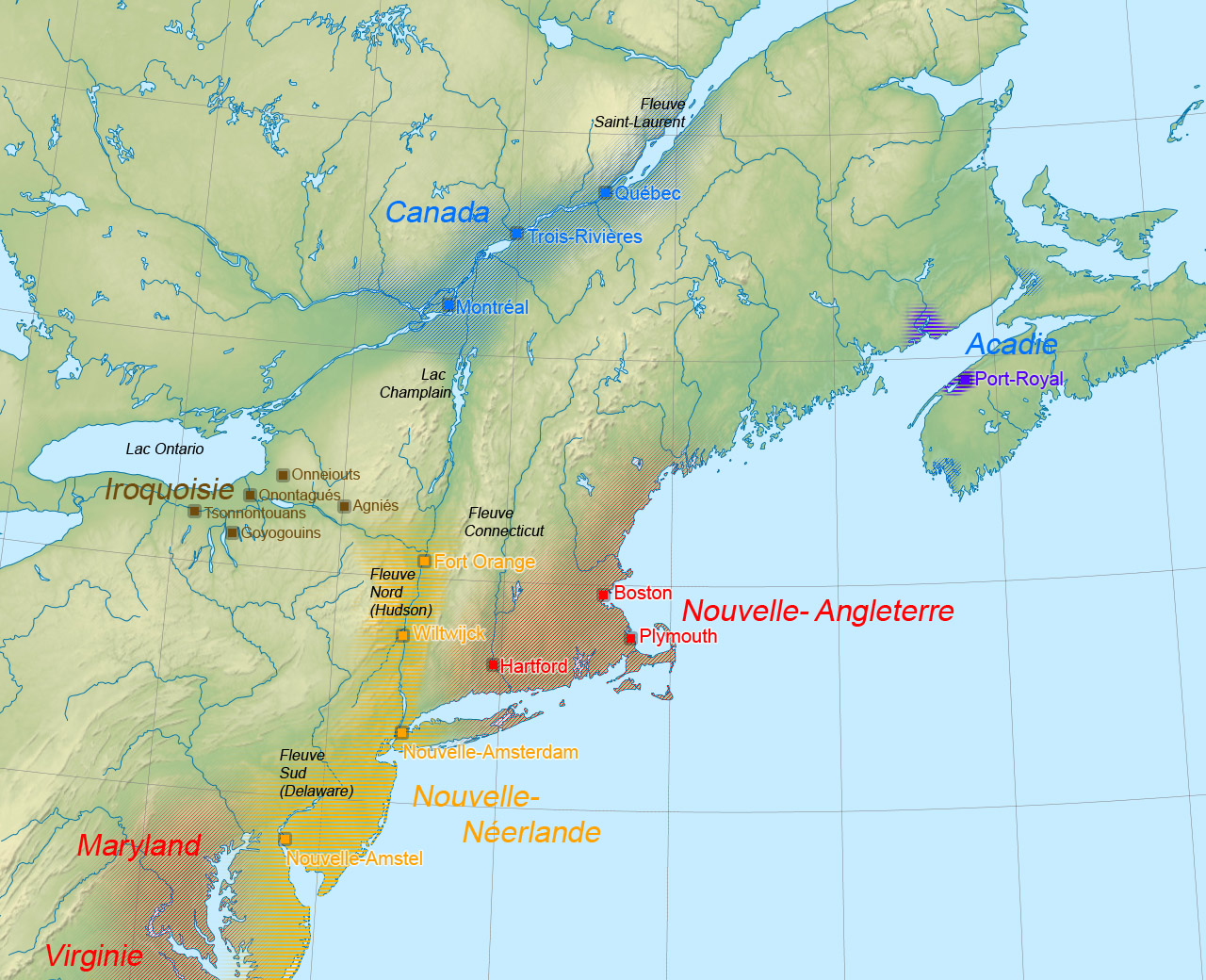
La Nouvelle-Néerlande en 1664.

Pendant les quinze premières années, l’ile de Manhattan est peu utilisée par les colons de la Nouvelle-Néerlande (Nova Belgica, Nouveaux-Pays-Bas). Les explorateurs préfèrent s’enfoncer dans les forêts giboyeuses, où ils pratiquent le troc des produits européens bon marché contre les fourrures rapportées par les chasseurs amérindiens. Une des monnaies d’échange utilisée était le wampum, ceintures ornées de coquillages et de perles. L'ornement des wampums codifiait les relations politiques entre les différents clans, aussi leur lecture était-elle une pierre angulaire pour les négociations, le marchandage et les alliances. Les wampums étaient au départ fabriqués par les tribus habitant près du rivage, et les Européens approvisionnaient celles qui ne pouvaient en fabriquer à l’intérieur des terres. Disposant d’outils de métal, les Néerlandais lancent la production de tels articles sur l’île de Long Island. L'offre dépasse toutefois rapidement la demande, et ce marché s'effondre.
En 1624, les premières familles de colons, appelées pour gérer les comptoirs de commerce, sont en majorité envoyées en amont dans la vallée de l’Hudson. Sur l’île de Manhattan, on ne trouve alors que quelques plantations et un peu d’élevage.

### La fortification (1625)
Le 2 février 1625, sous la menace grandissante d’une attaque provenant d’autres puissances coloniales, les dirigeants de la Compagnie néerlandaise des Indes occidentales décidèrent de protéger l’embouchure du fleuve Hudson, et de regrouper les activités des comptoirs commerciaux dans une enceinte fortifiée, sur l'île de Manhattan, appelée « La Nouvelle-Amsterdam ». Dès 1620, une lettre de l’architecte anglais Inigo Jones, probablement contacté par la compagnie, préconise de construire un ouvrage en maçonnerie, selon un plan en forme d’étoile traditionnellement utilisé à cette époque.
Le directeur de la compagnie, Willem Verhulst, et l’ingénieur Cryn Fredericks choisirent un site approprié au sud de l’île, à l’emplacement actuel d’un bâtiment des douanes américaines (Alexander Hamilton U.S. Custom House), près de Battery Park.

### 1626-1673

#### Les premiers gouverneurs

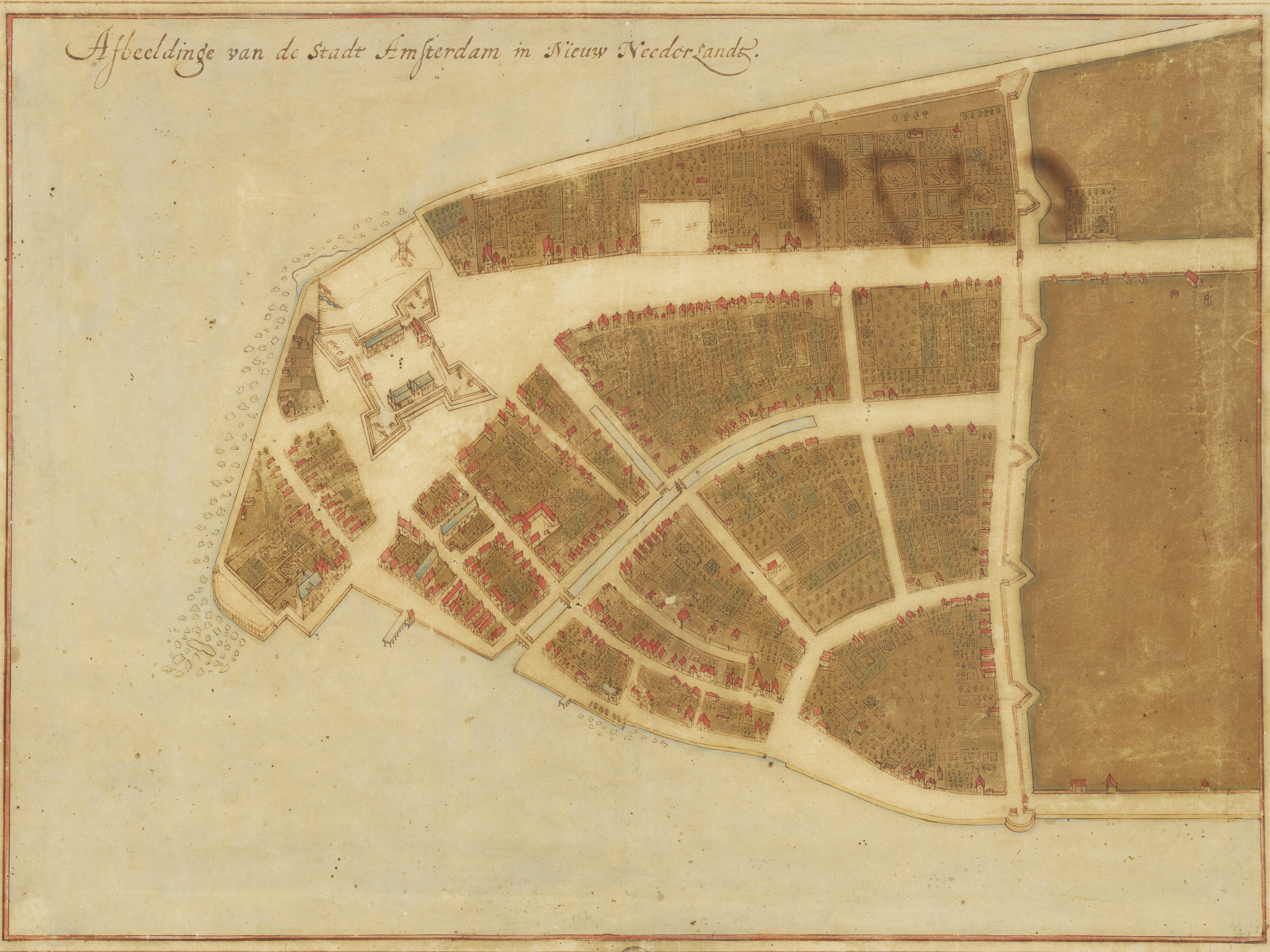
Sur le plan Castello, une carte de 1660 de New Amsterdam ; le fort a donné son nom à The Battery, la grande rue allant du fort au-delà du mur est devenue Broadway et le mur de la ville (à droite) a peut-être donné son nom à Wall Street.

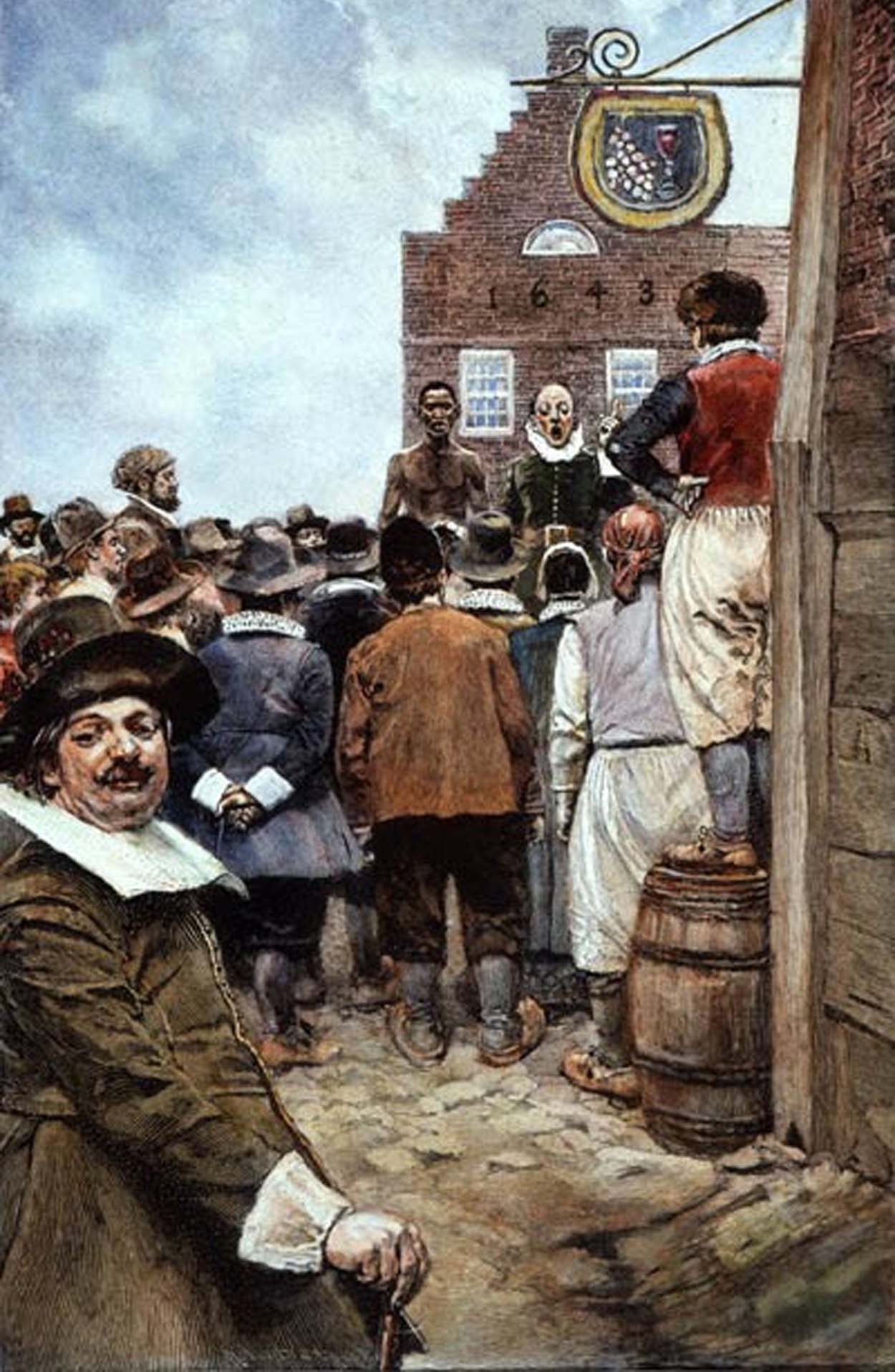
Première vente d'esclaves 1655 à la Nouvelle-Amsterdam par Howard Pyle, 1895.

Willem Verhulst était un directeur impopulaire, qui traitait les colons comme de simples employés et ne gérait pas correctement les finances de la colonie. En 1626, il est remplacé par Pierre Minuit, qui négocie l'achat de l'île de Manhattan (« Manhatte » à l'époque en français) aux Indiens Lenapes, pour 60 florins de marchandises. Cet acte est devenu légendaire (New York fut achetée aux Indiens pour 24 dollars), mais il peut être soulevé que les Lenapes ne connaissaient pas le concept de propriété foncière permanente (ils étaient semi-sédentaires), ce qui diminue la portée du geste.
Lors de la construction du fort, la guerre entre les Agniers et les Mohicans contraint la compagnie à précipiter le déplacement des colons à l’intérieur de Fort Amsterdam. L’urgence et le manque de moyens (la compagnie était déficitaire), entraînent une révision à la baisse des plans de fortification initiaux. On se contenta d’un simple fortin entouré d’une palissade de bois. Une scierie fut installée sur l’île qui s’appelle actuellement Governors Island. La colonie compte alors 270 habitants, enfants compris. En 1992, on a retrouvé dans les archives de la bibliothèque nationale autrichienne, une aquarelle représentant la colonie de La Nouvelle-Amsterdam vers le milieu du XVIIe siècle.

#### Les premiers travailleurs noirs

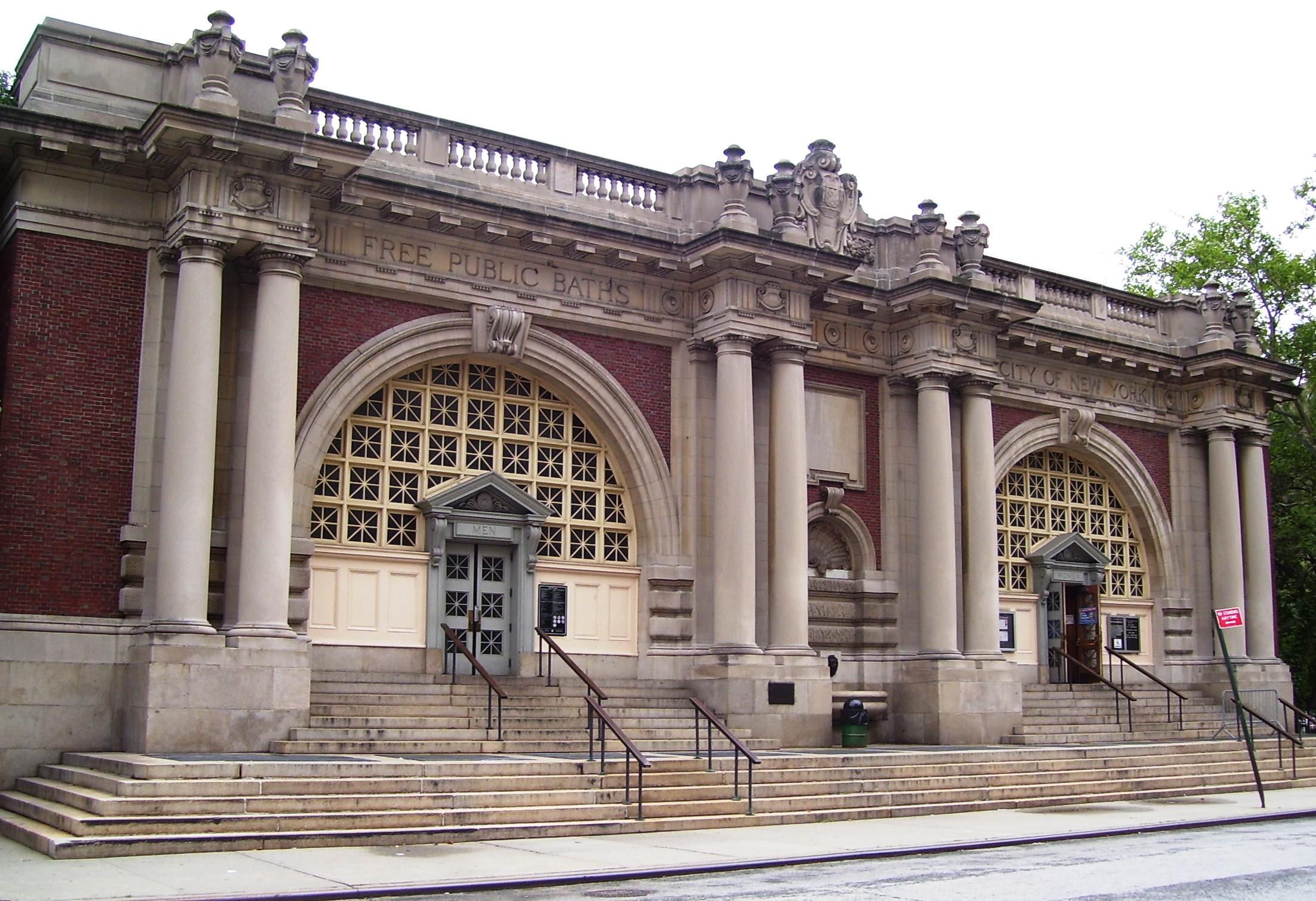
Les bains publics Asser Levy, partie de la Asser Levy Recreation Center, sur la place Asser Levy à Manhattan, portent le nom d'un des premiers citoyens importants de la ville, défenseur des droits civiques.

La Nouvelle-Amsterdam établit le premier système de lutte contre les incendies en 1647.

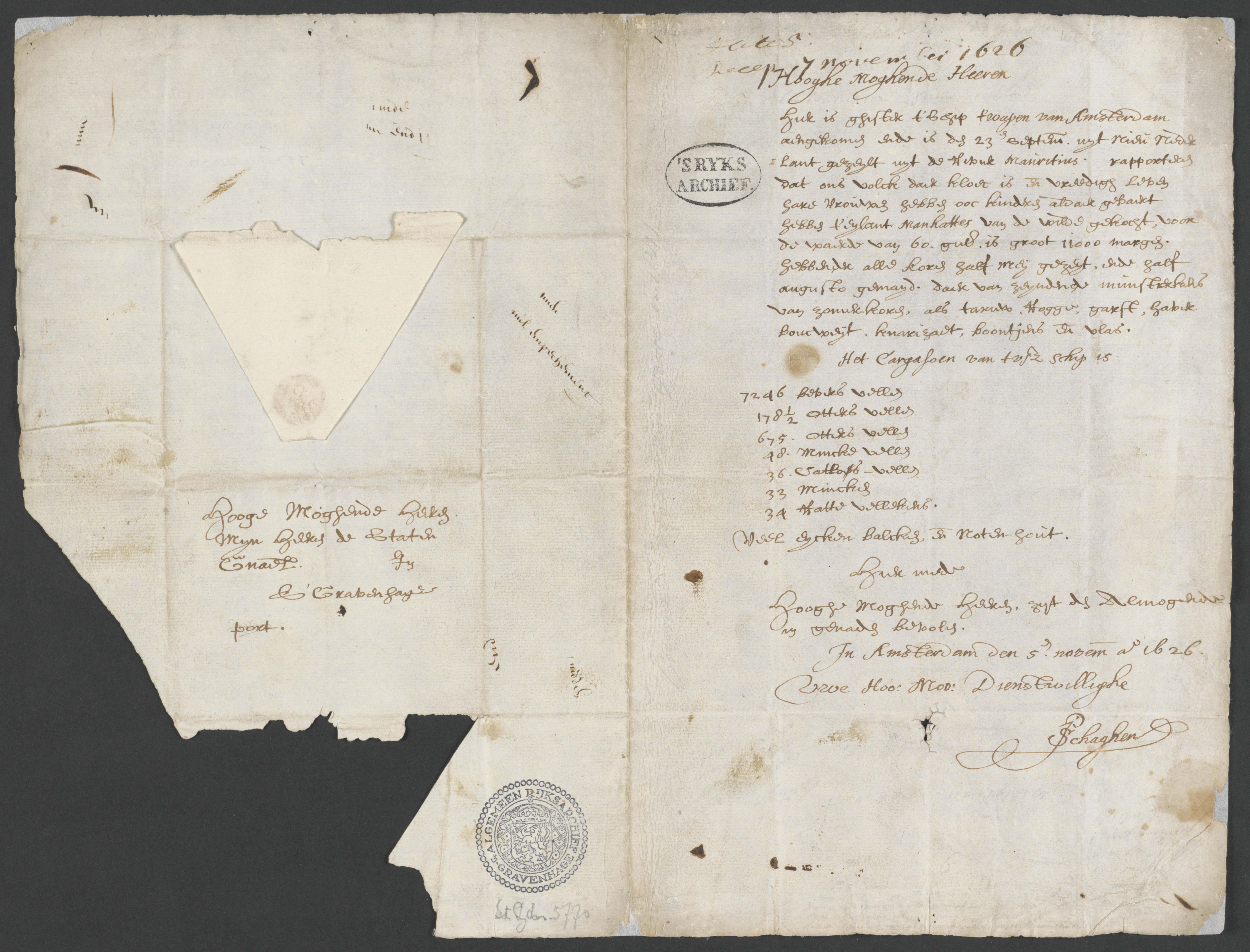
Document de 1624 de Pieter Schaghen indiquant l'achat de Manhattan pour 60 gulden.

L’esclavage à la Nouvelle-Amsterdam ne s’est développé que dans le dernier tiers du XVIIe siècle et sans lois définies.
Une dizaine d'Africains étaient apparus dans la colonie au cours de la première décennie ou la suivante, mais leur statut d'esclave n'est pas reconnu par les historiens, comme c'est aussi le cas pour les rescapés noirs de Virginie, arrivés eux en 1619 en terre anglaise, auxquels a été appliqué un statut d'engagé, car ils ont aux aussi été pris par des corsaires à un navire négrier, portugais dans le cas de ceux amenés à New-York, puis libérés et transférés au service de la WIC, au service de laquelle ils ont les premières décennies un statut de travailleur engagé. Les Africains de Manhattan font reconnaître ce statut en 1644, même si la confirmation ne prend la forme que d'une liberté conditionnelle. Leur origine transparaît dans des noms comme « Paulo Angola », « Grand Manuel » ou « Simon Congo ». Dans les premières décennies de la colonie, ils avaient droits de propriété et d'action devant les tribunaux, pouvaient se marier légalement, avoir des armes et apprendre à lire.
De nombreux historiens jugent plausible la date de 1626 ou 1627 pour leur arrivée, car dans leur procédure de 1644, ils ont affirmé avoir été présents dans la colonie pendant 18 à 19 ans. Selon les historiens, ils pourraient ainsi être arrivés le 13 janvier 1627 à bord du Bruynvis, navire de course de la WIC spécialisé dans l'attaque des vaisseaux espagnols et portugais, qui était parti d'Amsterdam dans ce but. Il avait arraisonné un bâtiment portugais transportant 150 captifs en plus d'une cargaison de tabac, seule cette dernière ayant été conservée par les corsaires, en vertu de la règle voulant que les esclaves ainsi récupérés soient libérés, leur trafic faisant alors l'objet d'une prohibition dans le monde hollandais. Le Bruynvis a ensuite transporté plus tard 50 esclaves à Pavonia (New Jersey), également récupérés sur un négrier ennemi. Dans les années 1630, la WIC s'engage dans un document à ce que d'autres Africains pris sur les navires ennemis soient amenés dans cette colonie peu peuplée, mais en 1635, cinq Africains exigent auprès d'elle, par écrit des arriérés de salaires car ils ont participé à la construction de Fort Amsterdam, terminé la même année, démarche qui ne semble alors pas inhabituelle. En 1638, le très influent théologue Godefridus Cornelisz Udemans estime que l'esclavage doit être réservé aux païens, déjà victimes de l'esclavage spirituel de la superstition et de la sorcellerie. Selon lui, un chrétien n'a pas le droit de réduire en esclavage un autre chrétien.
La guerre de Kieft (1643-1645) contre les Amérindiens a ensuite durci la situation. Le gouverneur William Kieft obtient en 1644 le renfort d'une partie des 450 soldats hollandais du Brésil qui avaient dû se réfugier, après avoir été battus par la révolte du Mahrano, sur l'île de Curaçao, alors dirigée par Pieter Stuyvesant. William Kieft réclame en plus, en 1644, des esclaves pour l'agriculture. Du coup, en juin 1646, le Tamandare arrive du Brésil et en amène, mais dans un effectif non précisé : le gouverneur précise juste n'en avoir pas reçu assez. Dans cette colonie hollandaise, comme probablement dans les autres, l'achat d'esclaves africains est alors strictement limité à l'Angola, dans un texte de 1650, complété par un autre qui interdit explicitement d'importer des esclaves de la Côte de l'Or, sous peine de pénalités. Cette précaution, visant à garantir la stabilité des relations hollandaises avec les populations africaines de la Côte de l'Or, sera maintenue quasiment jusqu'à la fin de l'ère hollandaise de la colonie en 1664.
Une première évolution a lieu en 1644 avec la décision ne donnant aux travailleurs noirs qu'une liberté relative, soit un début de statut inférieur, bien que beaucoup moins marqué qu'ensuite dans la période anglaise, selon l'historien Edgar McManus. En 1641 encore, Manuel Gerrit de Reus est pendu pour le meurtre collectif d'un Africain.
Dès 1638, le directeur de la WIC Wouten Van Twiller avait « prêté » 5 ou 6 Africains salariés de la WIC, au moment de la location de lopins de terres à tabac à des fermiers. La colonie en compte alors une centaine. Plusieurs lots de terre sont attribués par le gouverneur Willem Kieft, l'année de son départ, en 1647, à des Africains arrivés dans les années 1620, dans le secteur où ils créeront aussi un cimetière. La colonie constituait alors un simple village disséminé d’à peine mille habitants. Mais la croissance démographique débute : de 1644 à 1664, le nombre de Noirs et métis dans la colonie triple, passant de 120 à 375. Parmi eux, une petite soixantaine est baptisée au milieu des années 1650.
Pieter Stuyvesant, arrivé le 11 mai 1647, est le premier gouverneur à ordonner la vente aux enchères d'un Africain, condamné pour vol, sort aussi appliqué en 1664 à une Noire qui avait incendié la taverne de son employeur. Surtout, en 1652, le capitaine du navire corsaire hollandais De Raaf tente de récupérer 37 des 44 captifs pris sur le navire espagnol St. Anthoni, qu'il avait amenés 4 ans plus tôt, mais n'y parvient pas car seule une minorité travaille encore pour la WIC et la pénurie de main d'œuvre a fait monter sa valeur.
Dès 1649, la longue Remonstrance de la Nouvelle-Hollande, rédigée par les Neuf Régents, ou conseillers du gouverneur, demande aux autorités néerlandaises en Europe de mettre fin au contrôle de la colonie par Pieter Stuyvesant, en déplorant qu'un statut de fait ait « été fabriqué » pour les Noirs en raison de leurs longues années de service et que « leurs enfants continuent à rester esclaves ». La WIC y répond en indiquant que seulement trois enfants noirs étaient « en service ». Le texte réclame aussi des droits commerciaux, plus de colons agriculteurs et dénonce l’oisiveté des habitants, leur caractère procédurier et l’inaptitude du pasteur Jonas Michaëlius. Mais Stuyvesant continue dans sa gestion autocratique, jusqu'en 1652, quand la chambre d'Amsterdam de la WIC lui demande des réformes.
Le même Pieter Stuyvesant, dans une lettre de 1660, demande que les travailleurs noirs, qui sont désormais des esclaves, puissent combattre les Amérindiens et aient déjà passé quelque temps à Curaçao et il s'oppose à la même époque, sans succès, à leur utilisation comme artisans. En 1664, au cours de la dernière année de son mandait, le pasteur Dominie Henricus Seljins écrit que lui et ses collègues de la colonie refusent désormais de baptiser les Noirs car ceux-ci ne sont pas sincères et s'en servent pour éviter le statut d'esclaves, tout en précisant qu'il continue à leur enseigner le catéchisme.

#### Guerre de Kieft et arrivée de Peter Stuyvesant
Au milieu des années 1640, la colonie subit une ponction démographique causée par le départ de nombreux colons, effrayés ou dégoûtés par la violente guerre de Kieft menée contre les Amérindiens.
Le 25 février 1643, Willem Kieft, gouverneur de la colonie depuis 1638, et ses troupes attaquent, sans l'accord du conseil et de la population, le campement des Delawares où ils commettent les pires atrocités. Depuis quelque temps, fournissait des mousquets aux Iroquois de la tribu Mohawks pour leur permettre de soumettre les nations algonquines,. Les Mohawks considèrent les diverses tribus Delawares (Esopus, Wappingers et Hackensacks) comme leurs vassaux et veulent leur imposer un tribut que les Delawares refusent. Très investi dans le contrôle du commerce de la fourrure, Willem Kieft impose aux Amérindiens des quantités croissantes à livrer, et le soumet à la violence lorsqu'elles ne sont pas obtenues.
Après l'attaque du 25 février 1643, 80 têtes coupées d'amérindiens sont exposées à La Nouvelle-Amsterdam et une trentaine de prisonniers, dont des femmes et des enfants, torturés à mort devant les colons.
Les nouvelles du massacre arrivent parmi les tribus delaware et les représailles amérindiennes ne se font pas attendre. La colonie hollandaise menacée appelle les Anglais à son secours. Le capitaine anglais John Underhill lance une expédition militaire contre les Montauks. Des centaines d’Amérindiens sont massacrés. Puis les forces anglo-hollandaises attaquent un important village delaware près de Stamford où 500 Amérindiens périssent brûlés vifs.
Les colons écrivent d'abord à la WIC pour demander son intervention, puis rédigent une pétition demandant le remplacement de Kieft. Beaucoup repartent en Europe. Les Amérindiens continuent à les harceler puis l'union de 69 de leurs tribus oblige Kief à accepter une trêve en août 1645.
À la même époque, en octobre 1642, le gouverneur de Curaçao, Peter Stuyvesant, attaque les Espagnols à Puerto Cabello sur la côte du Venezuela puis au printemps 1644 le fort espagnol de Saint-Martin, mais il est amputé de la jambe droite par un coup de feu et devient un héros, même si les Hollandais doivent lever le siège après quatre semaines et retourner à Curaçao.
À son retour durant la première semaine d’avril 1644, il découvre qu’environ 450 employés de la Compagnie des Indes occidentales au Brésil se sont réfugiés à Curaçao, en raison de la révolte des planteurs portugais de la région de Maranhao, qui se sont emparés de Sao Luis, la principale ville, le 28 février 1644. Curaçao, à court de provisions en raison de l’expédition ratée pour tenter de reprendre Saint-Martin, ne peut les nourrir et Peter Stuyvesant envoie la majorité d'entre eux à Willem Kieft, qui a besoin d’aide dans sa guerre débutée en 1643 contre les Amérindiens.
Les médecins de Peter Stuyvesant ont recommandé qu’il retourne se soigner sous le climat tempéré des Pays-Bas, ce qu’il fait fin août 1644, après avoir nommé Lucas van Rodenburgh directeur intérimaire de Curaçao. William Kieft est rappelé en 1647 en Europe par la WIC pour s'expliquer. Stuyvesant est alors promu directeur d’un ensemble de petites colonies, qui regroupe la Nouvelle-Néerlande, Curaçao, Bonaire, Aruba et leurs dépendances. Nommé par la même occasion directeur général de Nouvelle-Néerlande, Stuyvesant débarque à Manhattan le 11 mai 1647, en remplacement de William Kieft. Une de ses premières décisions est de bannir de la colonie deux hommes qui accusaient son prédécesseur, William Kieft, d'être corrompu et d'avoir déclenché une guerre contre les Indiens.

#### Remontrance de Vlissingen
La nouvelle-Flessingue avait été fondée en 1645, en obtenant une charte de la Compagnie des Indes occidentales autorisant la liberté de conscience.
En 1657, un navire rempli de missionnaires quakers venus d'Angleterre accoste à Long Island. L'un d'eux, Robert Hodgson, a attiré de grandes foules à ses sermons et en réaction le gouverneur Pieter Stuyvesant le fit arrêter et fouetter. Puis il a également interdit l'organisation de rassemblements des quakers.
Ceux-ci ont continué à se rassembler à Long Island et l'un d'eux, John Bowne, fut exilé par Stuyvesant en 1662 pour avoir organisé une réunion de Quakers dans sa maison mais il a réussi à porter son cas à l'attention des directeurs de la Compagnie des Indes occidentales en 1663, et cette dernière a ordonné à Stuyvesant dans une lettre de donner à chacun le droit à sa propre religion.

#### Les premiers habitants juifs
Le 2 février 1653, la petite localité reçoit sa charte urbaine et son autonomie administrative, devenant une véritable ville dotée d'une municipalité et l'été suivant, les premiers Juifs, Solomon Pietersen et Jacob Barsimson, arrivent directement de Hollande, avec des passeports qui leur donnent la permission de faire du commerce dans la colonie de New Amsterdam.
Le gouverneur calviniste Pieter Stuyvesant tente de les refouler puis les prive de droits sociaux. En 1654, le gouverneur et pasteur Johannes Megapolensis refuse aussi l’arrivée de 23 juifs arrivés de la Nouvelle-Hollande (Brésil hollandais), définitivement perdu, où ils étaient déjà passés entre 1637 et 1642 de la promesse de la liberté à la répression, en les qualifiant de « race trompeuse ». La direction de la WIC, consciente du grand besoin de colons en Nouvelle-Néerlande, les a contraints à les accueillir mais ils se virent refuser le droit d’avoir une synagogue.
En 1657, Robert Hodgson, organisa la première assemblée quaker dans le village de Gravesend sur Long Island et fut arrêté, emprisonné et roué de coups pour avoir défié l’autorité. En décembre de cette même année, les habitants du village voisin de Flushing adressèrent à Stuyvesant une remontrance signée par les 31 hommes du village, dénonçant sa répression des Quakers.
Le 20 avril 1657, La Nouvelle-Amsterdam (soit la Compagnie néerlandaise des Indes occidentales) octroie la liberté de culte aux juifs présents sur l'île et les autorise à acheter un logis, à servir dans l'armée ou à voter, ; cependant, Stuyvesant s'oppose encore à la construction d'une synagogue. Les vingt-trois premiers sépharades des anciennes possessions néerlandaises du Brésil, qui avaient constitué à Recife la synagogue Kahal Zur Israel, arrivent à La Nouvelle-Amsterdam dès 1654. En 1658 est fondée la colonie de Nieuw Haarlem.

#### Le gouverneur emprisonné à la Barbade en décembre 1654

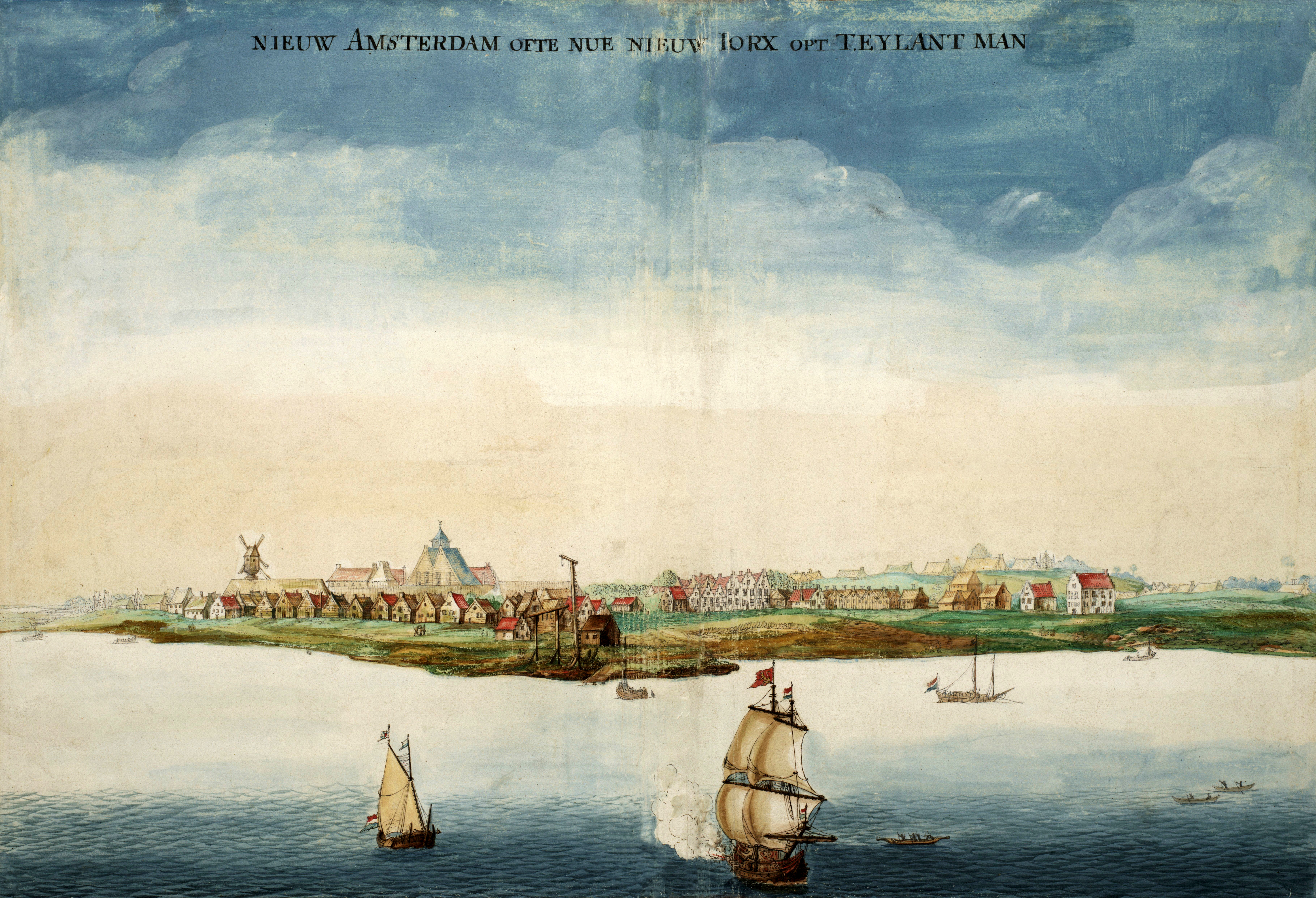
La Nouvelle-Amsterdam en 1664 par.

Le gouverneur Pieter Stuyvesant partit le 24 décembre 1654 avec trois navires afin d'établir des relations de commerce avec l'île anglaise de la Barbade, même si le motif officiel est une enquête sur la capture par les Anglais de 8 navires aux abords de cette île, malgré le traité de paix signé en avril, pour mettre fin à la Première guerre anglo-néerlandaise.
Ils arrivent à la mi-janvier mais leur voyage est compromis en raison de l'arrivée au même moment dans cette île, où elle est venue recruter des volontaires, de l'imposante armada de l'amiral William Penn, partie à la conquête d'Hispanolia, qui échouera, puis celle de la Jamaïque, menée à bien. Les trois navires hollandais étant en infraction aux Lois de navigations anglaises, leurs occupants sont emprisonnés sur l'île, y compris Pieter Stuyvesant, jusqu'au 31 mars, ce qui provoque la colère des autres dirigeants de La Nouvelle-Amsterdam: la conquête de la Nouvelle-Suède semble alors remise en cause. Le voyage a cependant permis à Pieter Stuyvesant de retrouver Matthias Beck, qui avait émigré à la Barbade après avoir été responsable au Brésil de la dernière expédition hollandaise à la recherche d'argent-métal dans la capitainerie du Ceara, vers la mine de Siara ou Ceara, mise en place entre 1649 et 1654. Il le recrute alors pour en faire le vice-gouverneur de Curaçao en 1655, où les deux hommes mettront en place un trafic d'esclaves quelques années après.

#### La «guerre des trois pêches» en 1655
La « guerre des trois pêches », ou « guerre du Pêcher », est le nom donné à plusieurs raids amérindiens perpétrés plus particulièrement par les Andastes ainsi que d'autres tribus alliées à ces derniers en 1655 contre les établissements néerlandais de Nouvelle-Néerlande. L'origine aurait le meurtre d'une amérindienne soupçonnée d'un vol de pêches. Ce fut une victoire décisive pour les Amérindiens, et de nombreuses colonies hollandaises périphériques ont été contraintes de garnir temporairement le fort Amsterdam.
Les historiens ont émis l'hypothèse que cette agression des Andastes contre la colonie était la conséquence de la conquête de la Nouvelle-Suède par Pieter Stuyvesant quelques jours plus tôt, entre le 11 et le 15 septembre 1655, à l'embouchure du Delaware car les Suédois avaient réussi, pendant les 17 années précédentes, à établir les bases solides d'un commerce lucratif avec les Andastes.
Le plus important et le premier de ces raids amérindiens est survenu le 15 septembre 1655, quand 500 guerriers ont envahi le chef-lieu (Nouvelle-Amsterdam) de la colonie depuis la pointe sud de l'île de Manhattan, en profitant du fait que le gros de la garnison se trouvait mobilisée aux pieds des remparts de Fort Christina en Nouvelle-Suède. Sur Staten Island, 23 colons hollandais ont été tués et 67 capturés, leurs maisons étant incendiées, et leurs récoltes détruites. Le capitaine Adriaen Crijnin Post, qui a dirigé l'établissement de la colonie pour le baron Hendrick van der Capellan, avait appris la langue des indigènes. Le chef Amérindien Penneckeck lui permit de quitter la captivité pour négocier une libération des colons qui ont été rendus sains et saufs, en échange de munitions, de wampum et de couvertures. Janny Venema recense, elle, une « cinquantaine de colons tués et plus d'une centaine de personnes prises en otage, surtout des femmes et des enfants ».
Le baron ordonna aux 67 otages libérés de construire un fort mais de nombreux habitants ont rapidement déménagé dans la colonie de Long Island.

#### La Nouvelle-Néerlande conquise par les Anglais en 1664
Durant la deuxième guerre anglo-néerlandaise, qui oppose l’Angleterre aux Provinces-Unies, la Nouvelle-Néerlande est conquise par les Anglais. Le directeur général Pieter Stuyvesant livre La Nouvelle-Amsterdam le 8 septembre 1664. La colonie est rebaptisée New York, en l’honneur du duc d’York, frère du roi Charles II d'Angleterre.
En 1667, les Néerlandais renoncent à leurs revendications sur cette portion du territoire américain, lors du traité de Bréda, et obtiennent en retour la souveraineté sur le Suriname. Cependant, cinq ans plus tard, opposés aux Anglais de nouveau, les Néerlandais reprennent brièvement la colonie. En 1673, la ville change de nom de nouveau (La Nouvelle-Orange, en l'honneur de Guillaume III d'Orange-Nassau, stathouder de cinq des sept provinces néerlandaises) avant que les Anglais ne la récupèrent avec le traité de Westminster, le 19 février 1674 et consacrant définitivement le nom de New York.

## Héritage et reconnaissance
De l'occupation néerlandaise, il reste aujourd'hui un certain nombre de noms de lieux new-yorkais, tels que Coney Island (Konijnen Eiland), Brooklyn (Breukelen), Harlem (Nieuw Haarlem), Flushing (Vlissingen) et Staten Island (Staaten Eylandt).
- La baie de Gowanus tire son nom d'Owanus (nom latin de Ohain, village du Brabant-Wallon).
- La baie de Wallabout, au nord de Brooklyn, vient de Waal bocht qui signifie, en néerlandais « baie wallonne ».
  - Wall Street, dont le nom vient de Waal Straat signifiant « rue Wallonne » en néerlandais.
- Le nom de Hoboken, dans le New Jersey, provient d'une commune homonyme de l'agglomération d'Anvers en Flandre.
- Communipaw, à Jersey City, est la contraction de Community of Pauw.

Le 20 mai 1924, à l'occasion du tricentenaire de la fondation de New York, un monument commémoratif est érigé en l'honneur des colons wallons, sur le site de Battery Park, à la pointe sud de Manhattan. Une pièce de monnaie en argent de 50 cents, ainsi que des timbres-poste de 1, 2 et 5 cents sont émis pour commémorer l’arrivée des colons wallons et flamands.